# Uka Shaka (álbum Nietos del Futuro)
Uka Shaka es el álbum que lanzó a Nietos del Futuro al éxito en Latinoamérica y el mundo entero, publicado en agosto del 2001. Este álbum contiene el video de Uka Shaka, que puede ser leído por una computadora.
Canciones
| N.º | Título                  | Escritor(es)                                 | Duración |  |
| 1.  | «Uka Shaka»             | Eduardo Britos, Juan Caceres, Alejandro Jasa | 3:43     |  |
| 2.  | «Gelatina»              | Eduardo Britos, Juan Cáceres, Alejandro Jasa | 3:34     |  |
| 3.  | «Aguanta Corazón»       | Eduardo Britos, Juan Cáceres, Alejandro Jasa | 4:03     |  |
| 4.  | «Menina Caracol»        | Eduardo Britos, Juan Cáceres, Alejandro Jasa | 3:35     |  |
| 5.  | «Te Quiero Hasta Morir» | Eduardo Britos, Juan Cáceres, Alejandro Jasa | 3:30     |  |
| 6.  | «Tengo»                 | Roberto Sánchez; Oscar Anderle               | 3:25     |  |
| 7.  | «A Esa Nena»            | Oscar Pereyra                                | 3:13     |  |
| 8.  | «La Plena Del Querer»   | Charlie Donato; Estéfano                     | 3:44     |  |
| 9.  | «Ya No Pares»           | Alejandro Domatto; Gabriel Ramírez           | 3:43     |  |
| 10. | «De Vuelta En El Amor»  | Eduardo Britos; Juan Caceres; Alejandro Jasa | 3:10     |  |
| 11. | «El Paso del Cangrejo»  | Eduardo Britos; Juan Cáceres; Alejandro Jasa | 3:44     |  |
| 12. | «Pan Y Vino»            | Estéfano                                     | 3:25     |  |

## Pistas adicionales
| N.º | Título              | Escritor(es)                                 | Duración |  |
| 13. | «Gelatina (remix)»  | Eduardo Britos; Juan Cáceres; Alejandro Jasa | 3:35     |  |
| 14. | «Megamix De Nietos» |                                              | 5:36     |  |

- Datos: Q16643647